# 黒線

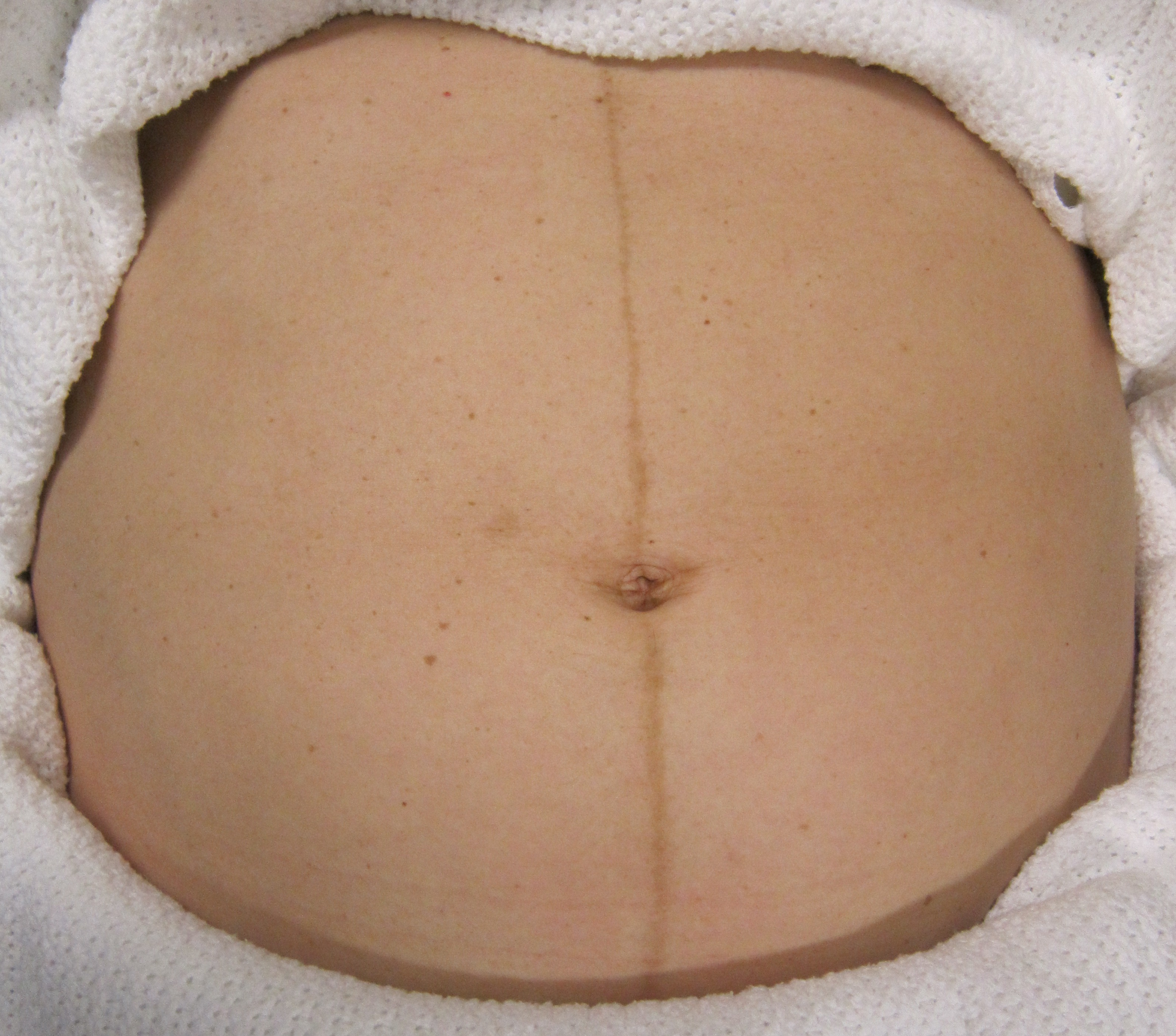
妊婦に生じた黒線。

黒線（こくせん、Linea nigra）は、一般に腹に出現する色素沈着である。英語圏での Linea nigra はラテン語で黒い線を意味し、よく英語圏で pregnancy line （日本語の妊娠線は他を指す）とも呼ばれる。
腹部の正中線（せいちゅうせん、midline of the abdomen）と呼ばれることもある。茶色い線の幅は約1センチ。恥骨からへそまでの正中部に縦に現れるが、腹の上部まで到達することもある。
妊婦では、黒線は胎盤が産生するメラニン細胞刺激ホルモンが増加することに関連する、これは肝斑や黒い乳首の原因ともなり、インドでの調査では、妊婦650人中80%に黒線が生じた。色白の女性では、暗く色素沈着している女性よりもこの現象が起こりにくい。通常は分娩後に全身的に皮膚は明るく戻ってくる。症例報告では分娩から3か月後に確認したところ黒線は消失していた。
多様な年齢のナイジェリア人男女1550人では、黒線は15歳までの約31%、16-30歳までの約47%に黒線があり、11-15歳で男女比が同じであることを除き、女性の比率の方が多く、特に30歳以上の女性で多い。男性では前立腺肥大（良性）と前立腺癌（悪性）では、そうでない人より黒線が生じることが多い。

## ギャラリー

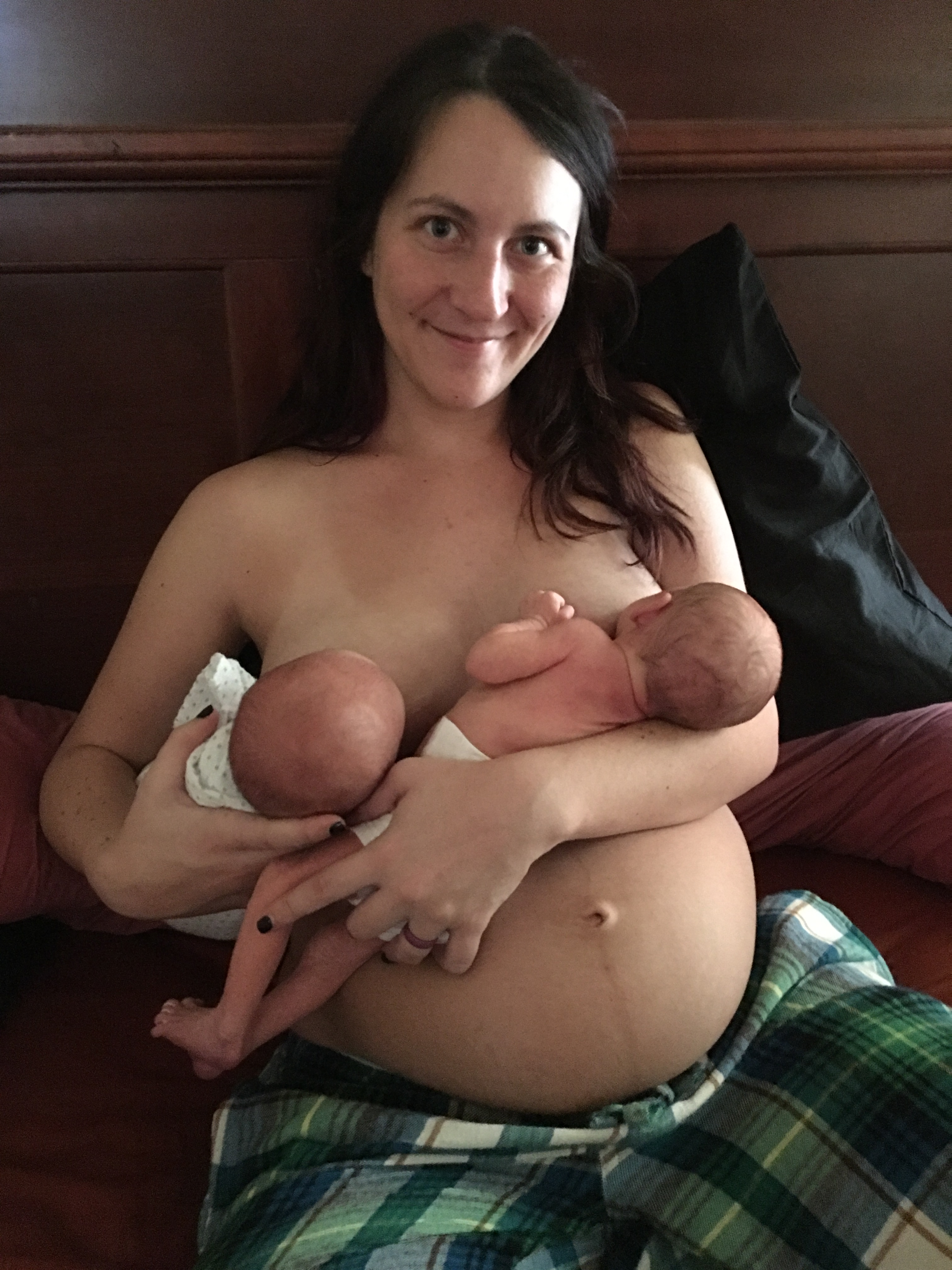
生後6か月の双子を抱く女性。黒線はまだ見えている。
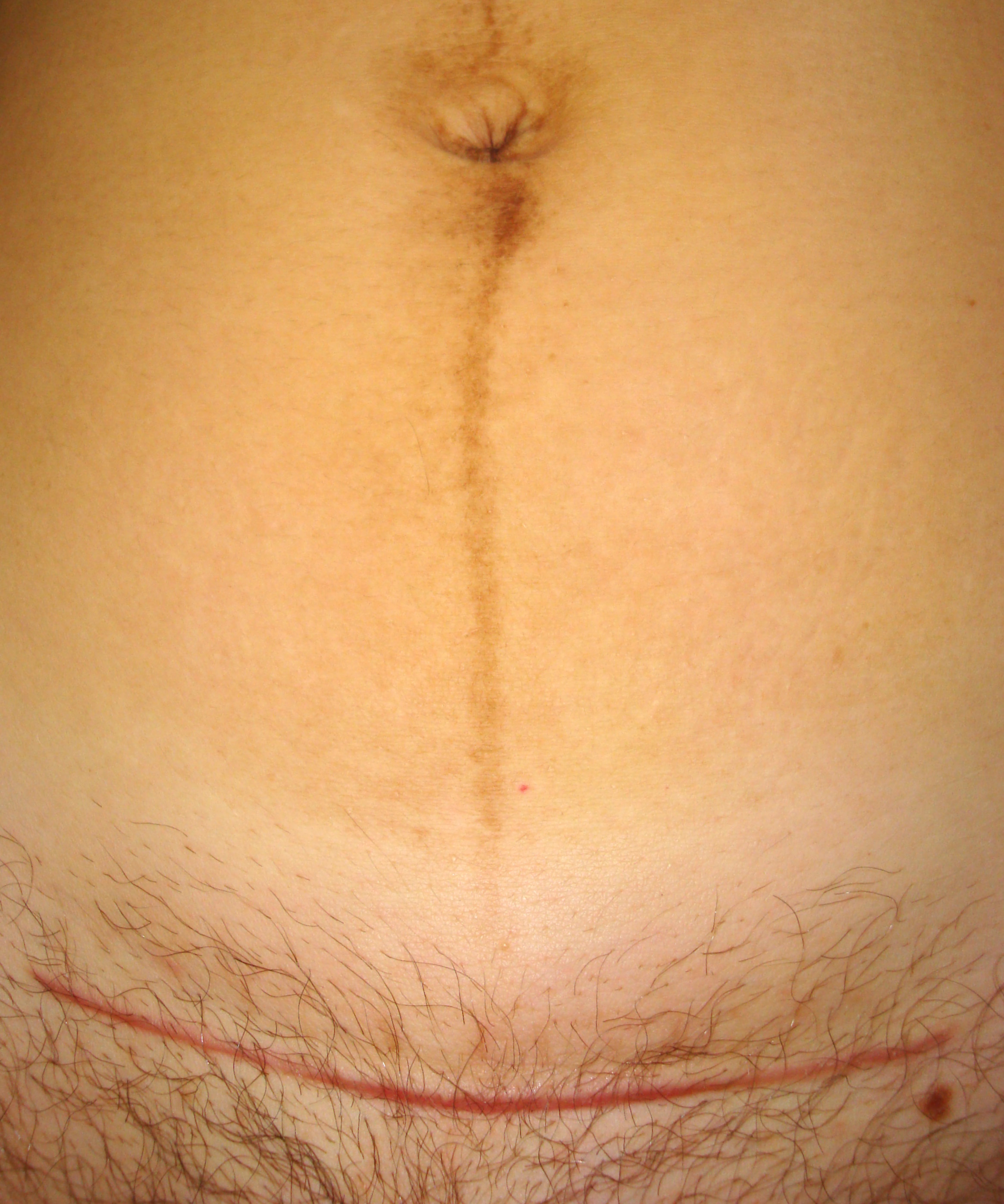
31歳の女性における分娩から7週間後の黒線と、帝王切開の痕（横向き）。